# Otionellina symmetrica
Otionellina symmetrica är en mossdjursart som först beskrevs av Cook och Chimonides 1984.  Otionellina symmetrica ingår i släktet Otionellina och familjen Otionellidae. Inga underarter finns listade i Catalogue of Life.